# Siergiej Martinson
Siergiej Aleksandrowicz Martinson (ros. Сергей Александрович Мартинсон; ur. 25 stycznia?/6 lutego 1899 w Petersburgu, zm. 2 września 1984 w Moskwie) – radziecki aktor filmowy, teatralny i głosowy. Ludowy Artysta RFSRR (1964).

## Życiorys
W 1923 roku ukończył studia w Instytucie Sztuk Scenicznych w Piotrogrodzie. Występował w teatrach w Piotrogrodzie – w teatrze „Wolna Komedia”, „Wolnym Teatrze”. Pracę w filmie rozpoczął w warsztatach FEKS. Grał w Teatrze Rewolucji (1924–1941), Teatrze im. Meyerholda (1925–1926, 1929–1933, 1937–1938), w Music Hall (1933–1936). Pracował również w animacji jako aktor głosowy.
Pochowany na Cmentarzu Kuncewskim w Moskwie.

## Filmografia

### Role filmowe
- 1924: Przygody Oktiabryny jako Coolidge Poincare
- 1926: Czarcie koło jako dyrygent
- 1927: Braciszek
- 1933: Dezerter jako przechodzień
- 1939: Złoty kluczyk[3]
- 1940: Wiatr ze Wschodu jako Stefan
- 1941: Czarodziejskie ziarno[4]
- 1941: Wojenny almanach filmowy nr 7
- 1943: My z Uralu jako przewodniczący koła tanecznego
- 1947: As wywiadu jako Willi Pommer
- 1953: Okręty szturmują bastiony jako Ferdynand I Burbon
- 1961: Szkarłatne żagle[5]
- 1966: Bajka o carze Sałtanie jako opiekun Sałtana
- 1972: Rusłan i Ludmiła jako ambasador

### Role głosowe
- 1945: Zaginione pismo
- 1948: Niegrzeczny Fiedia
- 1955: Cudowna podróż jako szczur
- 1957: Królowa Śniegu jako kruk
- 1958: Piotruś i Czerwony Kapturek jako Spiker
- 1962: Dzikie łabędzie jako urzędnik króla
- 1964: Calineczka jako żuk
- 1965: Pastereczka i kominiarczyk jako generał
- 1972: Kaczorek-muzykant
- 1973: Maugli jako szakal Tabaqui
- 1973: Żuk zegarmistrz

## Nagrody i odznaczenia
- Zasłużony Artysta RFSRR (1950)
- Ludowy Artysta RFSRR (1964)

Źródło: